# اسلوبودان مارکوویچ
اسلوبودان مارکوویچ (صربی: Slobodan Marković؛ زادهٔ ۹ نوامبر ۱۹۷۸) بازیکن فوتبال اهل صربستان بود.
از باشگاه‌هایی که در آن بازی کرده‌است می‌توان به باشگاه فوتبال تاوریا سیمفروپول، باشگاه فوتبال متالورگ دونتسک، و باشگاه فوتبال وویوودینا اشاره کرد.
وی همچنین در تیم ملی فوتبال صربستان و مونته‌نگرو بازی کرده‌است.